# تجانب (أداء حركي)

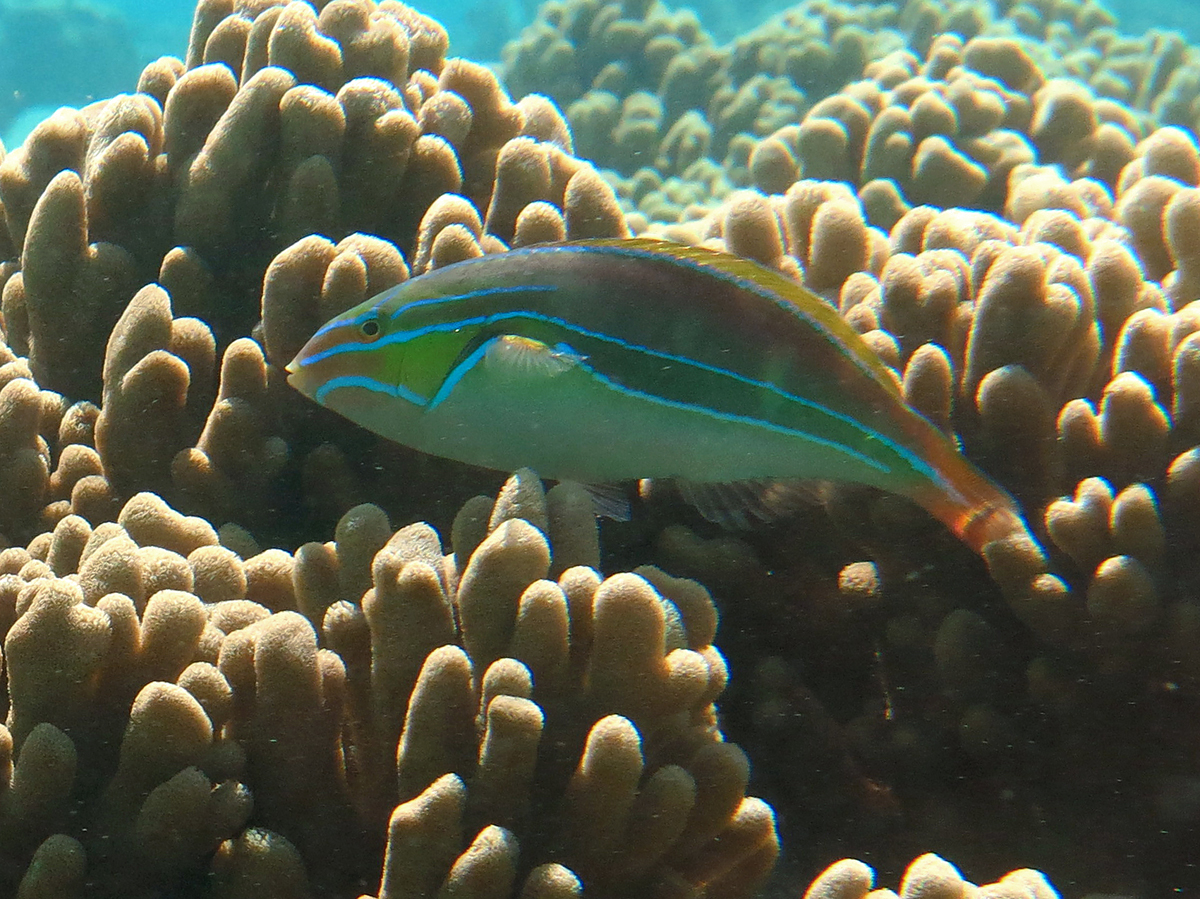
تُظهر أسماك قوس قزح تفضيلًا للعين عند فحص انعكاسها في المرآة، حيث تفضل الأسماك التي تظهر تفضيلًا للعين اليمنى في اختبار المرآة أن تكون على الجانب الأيسر.

يشير مصطلح التجانب (بالانجليزية: Laterality) إلى التفضيل الذي لدى معظم البشر لجانب من أجسامهم على الجانب الآخر. ومن الأمثلة على ذلك استخدام إحدى اليدين أو أحد القدمين. وقد يشير المصطلح أيضًا إلى الاستخدام المعتمد على نصف الكرة المخي الأيمن أو الأيسر. وهذا الأمر قد ينطبق أيضًا على الحيوانات أو النباتات. وأُجريت الكثير من التجارب على البشر لتحديد تأثيرات هذا الحالة على اللغة.

## التجانب عند البشر واختلاف الثقافات
يستخدم غالبية اليد اليمنى. كما أن العديد منهم ينتمون إلى الجانب الأيمن بشكل عام (أي أنهم يفضلون استخدام العين اليمنى والقدم اليمنى والأذن اليمنى إذا اضطروا للاختيار بين الاثنين)، وأسباب ذلك غير مفهومة تمامًا، ولكن يُعتقد أنه نظرًا لأن نصف الكرة المخية الأيسر من الدماغ يتحكم في الجانب الأيمن من الجسم، فإن الجانب الأيمن أقوى بشكل عام ؛ ويُرى أن النصف المخي الأيسر هو المسيطر على النصف الأيمن في معظم البشر لأنه في 90-92٪ من جميع البشر يكون النصف المخي الأيسر هو المتحكم في اللغة.
الثقافات البشرية في الغالب يمينية (تفضل الجانب الأيمن)، وبالتالي طبقت الاتجاه اليميني اجتماعيًا وبيولوجيًا. هذا الأمر واضح تمامًا من نظرة سريعة للغات. تأتي الكلمة الإنجليزية left من الكلمة الأنجلوساكسونية lyft والتي تعني "ضعيف" أو "عديم الفائدة". وبالمثل، فإن الكلمة الفرنسية التي تعني اليسار، gauche، تُستخدم أيضًا لتعني "محرجًا" أو "بلا براعة"، وكلمة sinistra، وهي الكلمة اللاتينية التي اشتُقت منها الكلمة الإنجليزية sinister، تعني "اليسار". وبالمثل، في العديد من الثقافات، فإن كلمة "حق" تعني أيضًا "صحيح". تأتي الكلمة الإنجليزية right من الكلمة الأنجلو ساكسونية riht والتي تعني أيضًا "مستقيم" أو "صحيح".
هذا التحييز اللغوي والاجتماعي لا يقتصر على الثقافات الأوروبية: على سبيل المثال، صممتالأحرف الصينية للكتابة بواسطة اليد اليمنى، ولم يتم العثور على ثقافة اليد اليسرى في العالم.
عندما يُجبر الشخص على استخدام اليد المعاكسة لليد التي قد يستخدمها بشكل طبيعي، يُعرف هذا بالاتجاه الجانبي القسري، أو بشكل أكثر تحديدًا السيادية القسرية. تشير دراسة أجراها قسم علم الأعصاب في جامعة كيل بمستشفى نورث ستافوردشاير الملكي إلى أن السيادة القسرية قد تكون جزءًا من السبب في انخفاض نسبة الأشخاص الذين يستخدمون اليد اليسرى في الفئات العمرية الأكبر، وذلك بسبب تأثيرات الضغوط تجاه اليمين- إن استخدام اليد على اليد أمر تراكمي بمرور الوقت (وبالتالي يزداد مع تقدم العمر لأي شخص يتعرض له) ولأن انتشار مثل هذا الضغط آخذ في التناقص، بحيث يواجه عدد أقل من الأجيال الشابة مثل هذا الضغط.
الحالة التي تسمى الأضبط هي عندما يكون لدى الشخص مهارة متساوية تقريبًا بكلتا يديه و/ أو كلا الجانبين من الجسم. هذه الحالة نادرة جدًا. على الرغم من أن عددًا قليلاً من الأشخاص يمكنهم الكتابة بكفاءة بكلتا يديهم واستخدام جانبي أجسامهم جيدًا، إلا أن هؤلاء الأشخاص عادةً ما يفضلون جانبًا واحدًا من أجسادهم على الآخر. ومع ذلك، فإن هذا التفضيل لا يتوافق بالضرورة مع جميع الأنشطة. قد يستخدم بعض الأشخاص، على سبيل المثال، يدهم اليمنى للكتابة ويدهم اليسرى لممارسة رياضة المضرب وتناول الطعام (انظر أيضًا: الهيمنة المتقاطعة ).
وكذلك، ليس من الغريب أن يفضل الأشخاص الذين يفضلون استخدام اليد اليمنى استخدام الساق اليسرى، على سبيل المثال عند استخدام مجرفة أو ركل الكرة أو تشغيل دواسات التحكم. في كثير من الحالات، قد يكون هذا بسبب ميلهم لاستخدام اليد اليسرى ولكن تم تدريبهم على استخدام اليد اليمنى التي ترتبط عادةً باضطرابات التعلم والسلوك (يُطلق على المصطلح عادةً " الهيمنة المتقاطعة"). في رياضة الكريكيت، قد يجد بعض اللاعبين أنهم أكثر راحة في يدحرج بيدهم اليسرى أو اليمنى، لكنهم يضربون باليد الأخرى.
وهنا ثمة إحصاءات تقريبية:
- تفضيل اليد اليمنى: 88.2٪
- تفضيل القدم اليمنى: 81.0٪
- تفضيل العين اليمنى: 71.1٪
- تفضيل الأذن اليمنى: 59.1٪
- نفس اليد والقدم: 84٪
- نفس الأذن والعين: 61.8٪

التجانب في التحكم الحركي والحسي موضوع دراسة ومراجعة مكثفة مؤخرًا. اتضح أن نصف الكرة المخية المسئولة عن الكلام هو جزء الفعل بشكل عام، وأن نصف الكرة المخية المسئولة عن التحكم يقع إما في النصف الأيمن أو الأيسر (ليس في كليهما أبدًا). حوالي 80٪ من الأشخاص يعتمدون على نصف الكرة المخي الأيسر للتحدث والباقي على نصف الكرة المخي الأيمن: 90٪ من مستخدمي اليد اليمنى يعتمدون على نصف الكرة المخي الأيسر للتحدث، لكن 50٪ فقط من مستخدمي اليد اليسرى يعتمدون على نصف الكرة المخي الأيمن للتحدث (الباقي يعتمدون على نصف الكرة المخي الأيسر).
قياس زمن الأحداث النفسية المهيمن عصبيًا من الجسم (الجانب المقابل لنصف الكرة الرئيسي أو مركز التحكم، كما تم تعريفه للتو) أقصر من وقت رد الفعل للجانب المقابل بفاصل زمني يساوي وقت الحركة بين جزئ الدماغ. وبالتالي، فإن شخصًا واحدًا من كل خمسة أشخاص لديه سيطرة يد على عكس ما يتم توصيله به (لكل جانب من مركز التحكم أو العقل، على النحو الذي تحدده قياس زمن رد الفعل المذكورة أعلاه).

### تعابير مختلفة
- ثبات تفضيل القدم: ليس بالضرورة أن يكون الوقوف في الرياضات التي تستخدم القدم على قدم الشخص الطبيعية. في رياضة التزحلق على الألواح ورياضات الألواح الأخرى، يكون وضع "القدم اليمني goofy footed" هو الذي تتقدم فيه القدم اليمنى. الموقف مع القدم اليسرى للأمام يسمى الموقف "العادي" أو "الطبيعي".
- القفز والدوران: ليس بالضرورة أن يكون اتجاه الدوران في قفزات ودوران التزحلق على الجليد هو نفسه موطئ قدم أو سيطرة كل شخص. يمكن للمتزلج أن يقفز ويدور بعكس اتجاه عقارب الساعة (الاتجاه الأكثر شيوعًا)، ومع ذلك يكون بقدمه اليسرى ويده اليسرى.
- هيمنة العين: تُفضل العين عندما تكون الرؤية المجهرية غير ممكنة، كما هو الحال من خلال ثقب المفتاح أو المجهر أحادي العدسة .

### الكلام
تمت دراسة الهيمنة الدماغية أو التخصص الوظيفي للدماغ مع مجموعة متنوعة من الوظائف البشرية.
ومع الكلام على وجه الخصوص، تم استخدام العديد من الدراسات بوصفها دليلاً على أن الكلام يتمركز بشكل عام في النصف المخي الأيسر. ساعد البحث الذي يقارن آثار خراج الدماغ في نصفي الكرة المخية، مرضى انشطار الدماغ، وعدم تناسق الإدراك في معرفة تجانب الكلام.
في إحدى الدراسات، لوحظت حساسية النصف المخي الأيسر للاختلافات في الإشارات الصوتية المتغيرة بسرعة (أنيت، 1991). هذا له تأثير حقيقي حيث أن هناك حاجة إلى تمييزات صوتية دقيقة للغاية لفهم وإنتاج إشارات الكلام. في عرض تحفيز كهربائي قام به اوجمان وميتير (1979)، تم رسم خرائط الدماغ للقشرة المخية المكشوفة للكشف عن نفس المواقع القشرية التي تم تنشيطها في تمييز الصوت وتسلسل حركة الفم (أنيت، 1991).
كما اقترح كامير (1975، 1982)، قد يعتمد تجانب الكلام في نصف الكرة الأيسر على تفضيل تسلسل الحركة كما هو موضح في دراسات لغة الإشارة الأمريكية (ASL). نظرًا لأنها تتطلب حركات يدوية معقدة للتواصل اللغوي، فقد تم اقتراح أن حركات اليد الماهرة والكلام تتطلب تسلسلًا من العمل بمرور الوقت.
في مرضى الصم الذين يعانون من سكتة دماغية وتلف في نصف الكرة الأيسر، لوحظ نقص واضح في قدرتهم على التوقيع. تمت مقارنة هذه الحالات بدراسات المتحدثين الطبيعيين الذين يعانون من عسر الكلام الموجود في المناطق المصابة مثل مرضى الصم. في نفس الدراسة، لم يظهر المرضى الصم الذين يعانون من آفات نصف الكرة الأيمن أي خسارة كبيرة في التوقيع ولا أي انخفاض في القدرة على التسلسل الحركي (أنيت، 1991).
إحدى النظريات، المعروفة باسم نظرية التجانب الصوتية، تكون الخصائص الفيزيائية لبعض أصوات الكلام هي التي تحدد الانحراف الجانبي لنصف الكرة المخي الأيسر. صامت انفجاري، على سبيل المثال t، p، أو k، تتركفترة صامتة محددة في نهاية الكلمات التي يمكن تمييزها بسهولة. تفترض هذه النظرية أن الأصوات المتغيرة مثل هذه تتم معالجتها بشكل تفضيلي بواسطة النصف المخي الأيسر. نتيجة لكون الأذن اليمنى مسؤولة عن انتقال الأصوات إلى نصف الكرة الأيسر، فهي قادرة على إدراك هذه الأصوات بتغييرات سريعة. تم إثبات ميزة الأذن اليمنى في جوانب السمع والكلام في دراسات الاستماع ثنائية التخصص. أظهرت نتائج التصوير المغناطيسي من هذه الدراسة تنشيطًا أكبر لنصف المخ الأيسر عند عرض الكلمات الفعلية بدلاً من الحبال الكاذبة (شتروف، بيهكو، بولفرمولر، 2005 ). هناك جانبان مهمان من جوانب التعرف على الكلام هما الإشارات الصوتية، مثل نمط التنسيق، وإشارات الصوت، مثل التنغيم، واللهجة، والحالة العاطفية للمتحدث (إيمايزومي، كويتشي، كيريتاني، هوسوي وتونويكي، 1998).
في دراسة أجريت مع كل من أحاديي اللغة وثنائيي اللغة، والتي أخذت في الاعتبار الخبرة اللغوية، وإتقان اللغة الثانية، وظهور ثنائية اللغة من بين متغيرات أخرى، تمكن الباحثون من إثبات هيمنة النصف المخي الأيسر. بالإضافة إلى ذلك، أظهر ثنائيو اللغة الذين بدأوا التحدث بلغة ثانية في وقت مبكر من الحياة مشاركة ثنائية في نصف الكرة المخية. كانت نتائج هذه الدراسة قادرة على التنبؤ بالأنماط المختلفة للغة الدماغية في مرحلة البلوغ (هال وفايد، 2006).

## في الحيوانات الأخرى
لقد ثبت أن التجانب الدماغي ظاهرة منتشرة في مملكة الحيوان. وجدت الاختلافات الوظيفية والهيكلية بين نصفي الدماغ الأيمن والأيسر في العديد من الفقاريات الأخرى وكذلك في اللافقاريات.
تم اقتراح أن المشاعر السلبية المرتبطة بالانسحاب تتم معالجتها في الغالب عن طريق النصف المخي الأيمن، في حين أن النصف المخي الأيسر مسؤول إلى حد كبير عن معالجة المشاعر الإيجابية المرتبطة بالنهج، وهذا ما يسمى "فرضية التكافؤ الجانبي".
إحدى المجموعات التجانبية في الحيوانات هي هيمنة الأطراف. تم توضيح استخدام الأطراف التفضيلية لمهام محددة في الأنواع بما في ذلك الشمبانزي والفئران والخفافيش والولب والببغاوات والدجاج والضفادع.
شكل آخر من أشكال الاتجاه الجانبي هو هيمنة نصف الكرة المخي لمعالجة أصوات محددة، وجدت عند الشمبانزي وأسود البحر والكلاب وعصافير زيبرا والشرشو البنغالي.

### في الفئران
في الفئران (Mus musculus)، تبين أن الاتجاه الجانبي في استخدام الأقدام هو سلوك مكتسب (وليس موروثًا)، بسببه، في أي مجموعة، يصبح نصف الفئران أعسر بينما يصبح النصف الآخر يمينًا.
يحدث التعلم من خلال التعزيز التدريجي للتباينات الضعيفة التي تحدث بشكل عشوائي في اختيار الأقدام في وقت مبكر من التدريب، حتى عند التدريب في عالم غير متحيز. وفي الوقت نفسه، يعتمد التعزيز على مهارات الذاكرة قصيرة وطويلة المدى التي تعتمد على الإجهاد، مما يتسبب في اختلاف السلالات في درجة انحراف الأفراد. تتضاءل الذاكرة طويلة المدى للأفق المكتسب سابقًا في استخدام الأقدام بسبب التدريب بشكل كبير في الفئران ذات الجسم الثفني الغائب وصوار الحصين المنخفض. بغض النظر عن مقدار التدريب السابق وما يترتب على ذلك من تحيز في اختيار الأقدام، هناك درجة من العشوائية في اختيار المخلب لا يتم إزالتها عن طريق التدريب، والتي قد توفر القدرة على التكيف مع البيئات المتغيرة.

### في الثدييات الأخرى
تظهر الخيول المحلية (Equus caballus) تجانباً في مجالين على الأقل من التنظيم العصبي، أي الحسي والحركي. في خيول ثوروبريد، تزداد قوة الحركة الجانبية الحركية مع تقدم العمر. تفضل الخيول التي يقل عمرها عن 4 سنوات استخدام فتحة الأنف اليمنى مبدئيًا أثناء الشم. جنبًا إلى جنب مع حاسة الشم، تمتلك الخيول الفرنسية اتجاهًا جانبيًا للعين عند النظر إلى أشياء جديدة. هناك علاقة بين درجاتهم على المؤشر العاطفي وتفضيل العين ؛ من المرجح أن تنظر الخيول ذات الانفعال العالي بالعين اليسرى. يلقي السرج الفرنسي الأقل عاطفة نظرة على أشياء جديدة باستخدام العين اليمنى، ومع ذلك، فإن هذا الاتجاه غائب في الخيول، على الرغم من أن المؤشر الانفعالي هو نفسه لكل من السلالتين. تظهر أحصنة السباقات جانبًا في أنماط الخطوة أيضًا. يستخدمون نمط خطوتهم المفضل في جميع الأوقات سواء كانوا سباقين أم لا، ما لم يضطروا إلى تغييره أثناء الدوران أو الإصابة أو الإرهاق.
في الكلاب الأليفة (Canis familiaris)، هناك علاقة بين الجوانب الحركية وحساسية الضوضاء - يرتبط نقص تفضيل الأقدام بالخوف المرتبط بالضوضاء. (برانسون وروجرز، 2006) الخوف هو سمة غير مرغوب فيها في الكلاب المرشدة، لذلك، يمكن أن يكون اختبار الجوانب الجانبية مؤشرًا مفيدًا لكلب إرشاد ناجح. يمكن أن تكون معرفة الجوانب الجانبية للكلب الإرشادي مفيدة أيضًا للتدريب لأن الكلب قد يكون أفضل في المشي إلى يسار أو يمين مالكه الأعمى.
تظهر القطط المنزلية (Felis catus) تفردًا فرديًا عند البحث عن طعام ثابت. في إحدى الدراسات، فضل 46٪ استخدام المخلب الأيمن، و44٪ على اليسار، و10٪ استخدموا المخلب الأيمن؛ 60٪ استخدموا مخلبًا واحدًا بنسبة 100٪ من الوقت. لم يكن هناك فرق بين ذكور وإناث القطط في نسب تفضيلات القدم اليمنى واليسرى. في اختبارات الوصول للهدف المتحرك، يكون للقطط عدم تناسق سلوكي في الجانب الأيسر. تشير إحدى الدراسات إلى أن الجوانب الجانبية في هذا النوع مرتبطة ارتباطًا وثيقًا بالمزاج. علاوة على ذلك، يتم تصنيف الأفراد الذين لديهم تفضيلات أقوى للمخالب على أنهم أكثر ثقة وحنونة ونشاطًا وودًا.
يظهر الشمبانزي تفضيلاً يمينيًا في ظروف معينة. يتم التعبير عن هذا على مستوى العينة للإناث، ولكن ليس الذكور. تعقيد المهمة له تأثير مهيمن على سيطرة الشمبانزي على استخدام اليدين.
تستخدم البقر التجانب البصري / المخي في المسح البصري للمحفزات الجديدة والمألوفة. تفضل الماشية الداجنة مشاهدة المحفزات الجديدة بالعين اليسرى (على غرار الخيول والعقعق الأسترالي والكتاكيت والضفادع والأسماك) ولكنها تستخدم العين اليمنى لمشاهدة المحفزات المألوفة.
يتم تحديد خفاش شرايبيرز طويل الأصابع بشكل جانبي على مستوى السكان ويظهر تحيزًا لليد اليسرى للتسلق أو الإمساك.
تشير بعض أنواع الصناجة إلى وجود أفقى من خلال البقايا الأحفورية ذات أطوال مختلفة من الأنياب. 

#### فيالجرابيات
تختلف الجرابيات اختلافًا جوهريًا عن الثدييات الأخرى من حيث افتقارها إلى الجسم الثفني. ومع ذلك، فإن حيوانات الكنغر البرية والجرابيات الكبيرة الأخرى لها تفضيل اليد اليسرى للمهام اليومية. يظهر استخدام اليد اليسرى بشكل خاص في الكنغر الأحمر (Macropus rufus) والكنغر الرمادي الشرقي (Macropus giganteus). يستخدم الولب ذو العنق الأحمر (Macropus rufogriseus) بشكل تفضيلي اليد اليسرى للسلوكيات التي تنطوي على تلاعب جيد، بينما يستخدم اليد اليمنى للسلوكيات التي تتطلب المزيد من القوة الجسدية. هناك أدلة أقل على استخدام اليدين في الأنواع الشجرية.

### في الطيور
تميل الببغاوات إلى تفضيل قدم واحدة عند الإمساك بالأشياء (على سبيل المثال الفاكهة عند الرضاعة). تشير بعض الدراسات إلى أن معظم الببغاوات تركت أقدامها.
يستخدم العقعق الأسترالي (Gymnorhina tibicen) كلا جانبي العين اليسرى والعين اليمنى عند إجراء استجابات ضد الحيوانات المفترسة، والتي تشمل المهاجمة. قبل الانسحاب من حيوان مفترس محتمل، تنظر طيور العقعق الأسترالية إلى الحيوان بالعين اليسرى (85٪)، ولكن قبل الاقتراب تستخدم العين اليمنى (72٪). تستخدم العين اليسرى قبل القفز (73٪) وقبل الدوران (65٪) على المفترس، وكذلك أثناء الدوران (58٪) وللتنبيه الشديد للمفترس (72٪). علق الباحثون على أن "المهاجمة وربما الدوران هي استجابات ناهضة يتحكم فيها العين اليسرى / نصف الكرة المخي الأيمن، كما يظهر أيضًا في الأنواع الأخرى. يتضمن فحص التنبيه فحصًا مفصلاً للحيوان المفترس ومستويات عالية محتملة من الخوف، والمعروف أنها وظيفة نصف الكرة المخي الأيمن".
تظهر كتاكيت النورس صفراء الأرجل (Larus michahellis) اتجاهاً جانبيًا عند الرجوع من وضع الاستلقاء إلى وضعية الانبطاح، وكذلك عند النقر على فاتورة أبوية وهمية للتسول للحصول على الطعام. تحدث الموازاة على مستوى السكان والأفراد في الاستجابة العكسية وعلى المستوى الفردي في التسول. لدى الإناث تفضيل يساري في الاستجابة الصحيحة، مما يشير إلى أن هذا يعتمد على الجنس. تتفاوت المسافات اللاحقة في استجابة الكتاكيت وفقًا لترتيب الوضع وتتطابق مع الاختلاف في تركيز أندروجينات البيض.

### في السمك
يحدد التجانب تنظيم أسماك قوس قزح (Melanotaenia spp). تُظهر هذه الأسماك تفضيلًا فرديًا للعين عند فحص انعكاسها في المرآة. تفضل الأسماك التي تظهر تفضيلًا للعين اليمنى في اختبار المرآة أن تكون على الجانب الأيسر. على العكس من ذلك، تفضل الأسماك التي تظهر تفضيلًا للعين اليسرى في اختبار المرآة أو كانت غير منحنية الجانب، أن تكون على الجانب الأيمن قليلاً من المدرسة. يعتمد السلوك على نوع وجنس السمكة.

### في البرمائيات
تظهر ثلاثة أنواع من الضفادع، ضفدع الجبل (Bufo bufo)، والضفدع الأخضر (Bufo viridis) وضفدع القصب (Bufo marinus) استجابات هروب ودفاعية أقوى عند وضع حيوان مفترس نموذجي على الجانب الأيسر من الضفدع مقارنةً بالجانب الأيمن. ضفادع موسيقى (Babina daunchina) لها تفضيل الأذن اليمنى للإشارات الإيجابية أو المحايدة، ولكن تفضيل الأذن اليسرى للإشارات السلبية مثل الهجوم المفترس.

### في اللافقاريات
تُظهر ذبابة الفاكهة في البحر الأبيض المتوسط (Ceratitis capitata) انحرافًا جانبيًا متحيزًا لليسار على مستوى العينة من العروض العدوانية (الملاكمة مع الضربات الأمامية والجناح) مع عدم وجود فروق بين الجنسين. في النمل، تظهر كشافة النمل الصخري (Temnothorax albipennis) انحرافًا سلوكيًا عند استكشاف مواقع العش غير المعروفة، مما يُظهر تحيزًا على مستوى العينة لتفضيل المنعطفات اليسرى. أحد الأسباب المحتملة لذلك هو أن بيئتها تشبه المتاهة جزئيًا وأن الدوران في اتجاه واحد هو طريقة جيدة للبحث عن المتاهات والخروج منها دون الضياع. يرتبط هذا التحيز بالتباينات الطفيفة في عيون النمل المركبة (عدد الأوماتيديا التفاضلي).